# RCH 155

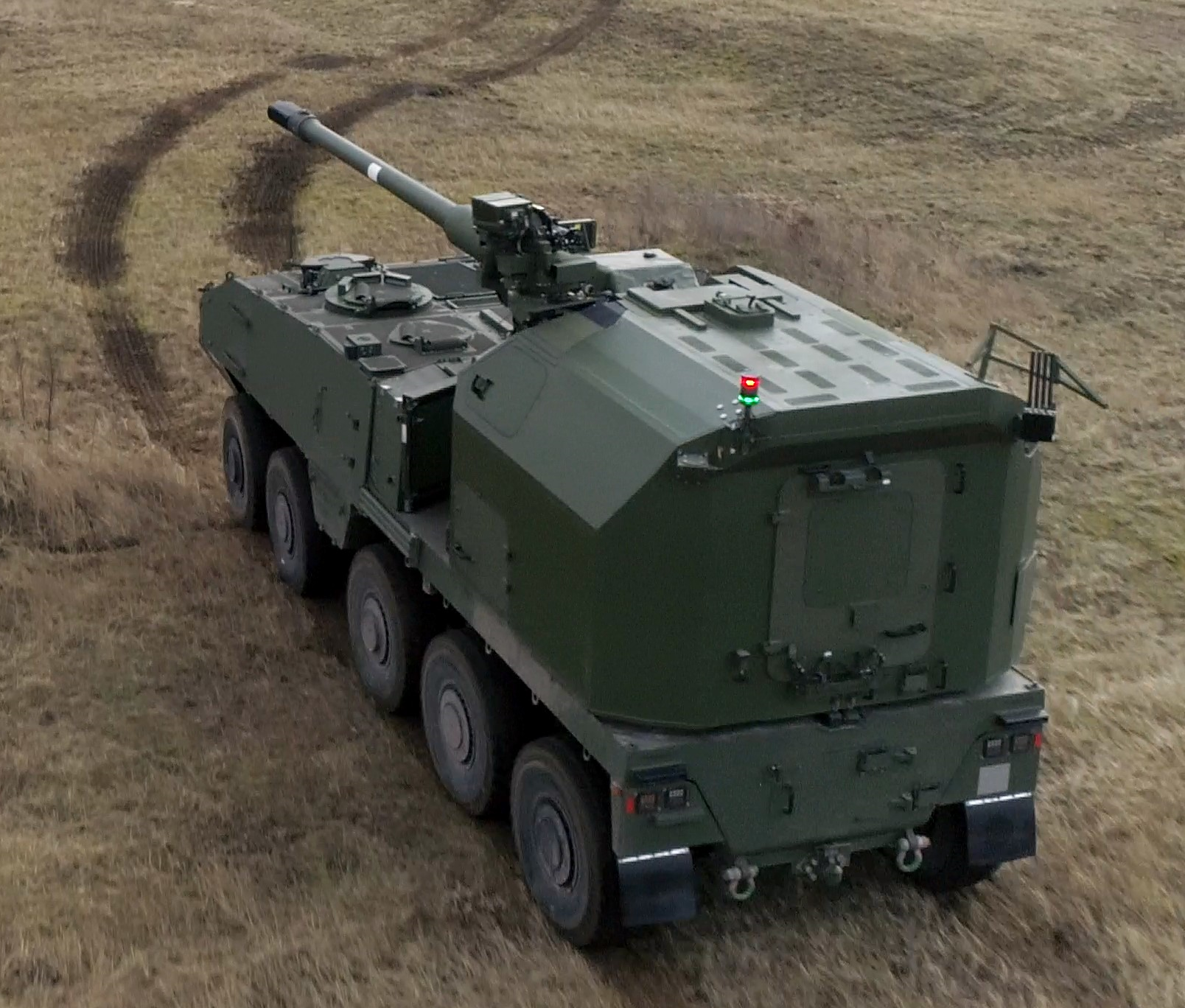
RCH 155 с модулем AGM LRIP 01 на шасси Piranha HMC. 2024 год

RCH 155 ( от англ: Remote Controlled Howitzer 155 mm (дистанционно управляемая гаубица калибра 155 мм)) — колёсная  самоходная артиллерийская установка калибра 155 мм производства немецко-французской оружейной компании KNDS. Существуют варианты шасси GTK Boxer и шасси Piranha HMC. На машине установлен артиллерийский модуль AGM, использующий орудие и некоторые другие элементы башни САУ Panzerhaubitze 2000.

## История
RCH 155 - дальнейшее развитие идеи установки разрабатываемого компанией KMW  с начала 2000 года артиллерийского модуля AGM (нем: Artillerie-Geschütz-Modul) на самоходное шасси. В 2005 году модуль AGM устанавливался на гусеничное шасси  M270 MRLS, в 2008 - на шасси DONAR . Рассматривалась также возможность установки на разнообразные автомобильные шасси, например, 10×10 Rheinmetall RMMV HX.
Модуль AGM был доведен до стадии прототипа в 2011-12 годах, и в 2014 году  Krauss-Maffei Wegmann начала работы над САУ RCH 155, которая представляла собой артиллерийский модуль AGM, установленный на шасси бронетранспортёра GTK Boxer. Первая опытная машина была собрана в 2019 году и хорошо показала себя на испытаниях. В 2020 году САУ получила новую версию модуля AGM под названием LRIP 01, с пониженной примерно на 30 см высотой для соответствия европейским правилам железнодорожных перевозок.
В 2023 году KNDS совместно с компанией General Dynamics European Land Systems начала работы по установке AGM на бронированное шасси Piranha Heavy Mission Carrier (HMC) 10×10. В апреле 2024 года этот вариант RCH 155 был представлен публике.
Первая серийная САУ RCH 155 Boxer была представлена в январе 2025 года.

## Конструкция
RCH 155 -колесная САУ с закрытой вращающейся башней.

### Компоновка
Отделение экипажа находится в передней части корпуса шасси, а полностью автоматическая башня установлена в задней части корпуса. Экипаж состоит из двух человек, полностью обученных выполнять роли командира, оператора и водителя. Они размещаются в защищённом модуле шасси, водитель/оператор справа и командир сзади слева. Экипаж может наблюдать за окружающей обстановкой на 360° днем и ночью благодаря системе ситуационной осведомленности SETAS (See-Through Armour System) компании Hensoldt. SETAS позволяет обнаруживать людей ночью на расстоянии до 450 метров и до 900 метров днем. Командир имеет экран, показывающий систему управления боем и данные о миссии. .
САУ оснащена системами противопожарной защиты и вентиляции, а также системой камуфляжа SAAB Barracuda Mobile Camouflage System (MCS).

### Артиллерийский модуль
Орудие размещено в  установленном на машине артиллерийском модуле AGM. Оно может стрелять всеми снарядами калибра 155 мм, соответствующими Совместному меморандуму о взаимопонимании НАТО по баллистике (англ: Joint Ballistics Memorandum of Understanding (JBMOU)). Боекомплект состоит из 30 снарядов  и 144 модульных метательных зарядов. Заряжание снарядов и метательных зарядов автоматическое. Программирование взрывателя индукционное при заряжании. Максимальный темп стрельбы — 9 выстрелов в минуту. Возможен режим работы с многократным одновременным поражением цели (MRSI), при котором  несколько снарядов, выпущенных один за другим, поражают цель практически одновременно. Шесть снарядов могут быть выпущены в режиме MRSI на дальность 25-27 км, в то время как увеличение дальности стрельбы до 40 км сократит количество снарядов до двух-трех.
Угол поворота башни составляет 360 градусов ( + 220о ), а угол возвышения ствола — от −2,5 до +65 градусов. Эффективная дальность стрельбы орудия составляет до 40 километров при применении активно-реактивных снарядов, до 54 километров со снарядами V-LAP и более 54 км со снарядами Vulcano и M982 Excalibur.
Снаряды загружаются в САУ через люк в задней части шасси. Метательные заряды загружаются через конвейер с правой стороны башни.
Система управления огнём RCH 155 позволяет параллельно осуществлять ведение огня и поиск следующей цели. Возможна работа как с поддержкой GPS или без неё. САУ имеет систему стабилизации орудия, которая позволяет вести прицельный огонь во время движения на низкой скорости. При демонстрации этой возможности  августе 2021 года была точно поражена цель на расстоянии девяти километров. САУ также имеет так называемую функцию охотника-убийцы, которой до её появления обладали только танки и боевые машины пехоты. Программное обеспечение позволяет поражать движущиеся цели, такие как танковая колонна, а также морские цели.
Справа и слева от маски орудия установлены по четыре дымовых гранатомета для отстрела дымовых гранат Wegmann 76 мм.
Опционально RCH 155 может быть оснащена дополнительным боевым модулем FLW 100 (оснащен 5,56-мм ручным пулеметом MG4 или 7,62-мм пулеметом MG3) или FLW 200 (оснащён 12,7-мм тяжелым пулеметом M2 или 40-мм автоматическим гранатометом Heckler & Koch GMW). Модуль устанавливается на левой стороне крыши башни на рельсах.
Вес модуля AGM составляет 12,5 тонн.

#### Бронирование
Башня изготовлена из легкой алюминиевой брони и обеспечивает защиту от стрелкового оружия калибра 7,62 мм и осколков артиллерийских снарядов.

### Шасси
Модуль AGM может устанавливаться на шасси GTK Boxer, или на шасси Piranha HMC

#### GTK Boxer
Колёсная формула - 8 х 8. Шасси оснащено двигателем MTU V8 19TE20/21 мощностью 816 л. с.и  автоматической коробкой передач. Максимальная скорость движения по дороге составляет 100 км/ч, запас хода — 700 км. Автомобиль может преодолевать подъемы до 60% и боковые уклоны до 30%. Он может пересекать траншею шириной 2 м и преодолевать вертикальное препятствие высотой 0,8 м. Радиус поворота — 21 метр (с заносом - 7,5 м), дорожный просвет — 0,5 м.

##### Защита
Корпус GTK Boxer оснащен модулями баллистической защиты AMAP (Advanced Modular Armor Protection), производимыми Rheinmetall Protection Systems и комплектом противоминной защиты, производимым GEKE Schutztechnik. Баллистическая защита состоит из смеси разнесенной стальной брони высокой твердости и дополнительных композитных бронемодулей, что позволяет шасси Boxer достичь баллистической защиты STANAG 4569 Level 4 от стрельбы из стрелкового оружия калибра 14,5 мм с расстояния 200 м. По данным производителя Boxer, передняя часть корпуса может выдерживать российские бронебойные снаряды калибра 30x165 мм. Шасси также оснащено многослойными напольными плитами, способными выдерживать детонацию 10 кг тротила под колесами или корпусом.

#### Piranha HMC
Колёсная формула - 10 х10. Шасси оснащено дизельным двигателем Scania DC13 мощностью 540 л. с.и автоматической коробкой передач ZF, Модуль HMC с AGM на 1,18 м длиннее приводного модуля Boxer. Благодаря четырехосному управлению (средняя ось неуправляемая) радиус разворота составляет менее 18 метров. Может преодолевать брод до 2,0 метров и пересекать траншеи шириной 2,2 метра.

##### Защита
Бронирование Piranha HMC аналогично бронированию бронетранспортера Piranha V 8х8, на базе которого это шасси было разработано. Модульная система брони обеспечивает защиту от реактивных гранат РПГ, стрелкового оружия калибра 14,5 мм  на 360° и 30-мм бронебойных снарядов по 30° фронтальной дуге. Корпус обеспечивает защиту от 8-килограммовых противотанковых мин. Также установлены специальные противоминные сиденья.

## Транспортировка авиацией
Две гаубицы RCH 155 помещаются в транспортный самолет C-17 Globemaster

## Операторы

### Текущие операторы

#### Украина
Список заказов Boxer RCH 155 для Сухопутных войск Украины :
- 18 гаубиц заказаны 17 сентября 2022 года, объявлены как закупка у Украины через немецкий фонд помощи на сумму 216 миллионов евро.
- 18 гаубиц заказаны в феврале 2024 года, что было объявлено во время Мюнхенской конференции по поддержке Украины.
- 18 гаубиц заказаны в соответствии с анонсом KNDS в июне 2024 года . Было заявлено, что общее количество RCH 155 для Украины было увеличено до 54. Это подразумевает, что было заказано 18 дополнительных RCH-155.

В январе 2025 года федеральный министр обороны Борис Писториус символически передал первую  RCH 155 послу Украины в Германии Алексею Макееву. Первые шесть САУ первоначально останутся в Германии и будут использоваться для обучения украинского персонала.

### Планируемые операторы

#### Великобритания
В апреле 2024 года Министерство обороны Соединенного Королевства объявило о закупке колесной гаубицы RCH 155 в рамках программы Mobile Fires Platform .

#### Германия
Немецкая армия объявила о потребности в 168 колесных гаубицах RCH 155 в 2023 году . Они должны использоваться в артиллерийских дивизионах, а также в батареях ствольной артиллерии дивизионных и корпусных артиллерийских частей. 24 апреля 2024 года канцлер Германии Олаф Шольц и тогдашний премьер-министр Великобритании Риши Сунак объявили , что Германия и Соединенное Королевство совместно закупят, оценят и оптимизируют RCH 155.  80 систем для Германии будут профинансированы из специального фонда Бундесвера.

#### Катар
В сентябре 2024 года было объявлено, что правительство Германии одобрило экспорт двенадцати САУ RCH 155 в Катар. Основанием для этого является возврат в Германию двенадцати Panzerhaubitz 2000, которые должны быть доставлены на Украину.

#### Швейцария
5 ноября 2024 года Федеральное управление по вооружениям объявило о намерении подать заявку на закупку артиллерийского модуля AGM на платформе-носителе Mowag Piranha HMC 10×10. AGM на Piranha HMC предназначена для замены самоходной гаубицы M109 в швейцарской армии и в процессе конкурса одержала победу над RCH 155 на GTK Boxer и шведской артиллерийской системой Archer от BAE Systems Bofors AB.